# Fehlfarben
Fehlfarben est un groupe de rock allemand, originaire de Düsseldorf et de Wuppertal.

## Histoire
Fehlfarben est le successeur du groupe punk Mittagspause, lui-même successeur du groupe punk Charley’s Girls. Les deux groupes font partie de la scène autour du Ratinger Hof à Düsseldorf. Les membres se rassemblent pour un projet musical plus professionnel. Les membres fondateurs sont Peter Hein (ancien Mittagspause), Thomas Schwebel (ancien Mittagspause, S.Y.P.H.), Michael Kemner (ancien Y.O.U., DAF, plus tard Mau Mau, 20 Colours), Frank Fenstermacher (plus tard Der Plan), Uwe Bauer (ancien Materialschlacht) et Markus Oehlen (ancien Mittagspause).
L'idée du groupe et le nom de Fehlfarben sont nés pendant des vacances en Angleterre, au cours desquelles certains membres découvrent le ska. Le premier single Abenteuer & Freiheit s'apparente à cette musique. Cependant, le groupe abandonne vite le ska, et avec la signature d'un contrat d'enregistrement avec la major EMI, Fehlfarben n'est plus un groupe underground. Les membres de la scène punk, dont certains appartiennent à la toute première génération, sont désormais appelés « traîtres punk ».
En 1980, le premier album Monarchie und Alltag est publié. De nombreuses chansons de l'album sont clairement punk, plus rapides que les chansons de Mittagspause. À l'occasion du 20e anniversaire, une édition 2000 paraît, qui contient également les anciens singles et des live. En raison de la connexion personnelle avec le groupe DAF (via le bassiste Michael Kemner et Kurt Dahlke alias Pyrolator), il y a également eu une sortie mutuelle de la chanson Kebabträume.
Le seul grand succès (top 30 en Allemagne) est une chanson influencée par le funk Ein Jahr (Es geht voran). À leur grand désarroi, la chanson, atypique pour le groupe et portée par un riff adapté de Chic, est pour le public son œuvre la plus importante. Il sort en single contre la volonté du groupe en 1982 alors que la Neue Deutsche Welle (NDW) est à son apogée commercial. À l'opposée de l'idée de Peter Hein, la chanson devient un hymne de la scène des squats.
En 1981, Peter Hein avait quitté le groupe, devant choisir entre le groupe et son travail ; jusqu'en 2003, il est employé de Xerox. Le groupe sort deux autres albums sans Hein dans les années 1980 (33 Tage in Ketten, Glut und Asche), le guitariste Thomas Schwebel devient le chanteur. Les deux albums entrent dans les meilleures ventes. Après des querelles avec le label, le groupe se sépare fin 1984.
Le groupe se reforme avec ses membres d'origine (y compris Peter Hein) au début des années 1990, deux albums (Die Platte des Timmlischen Friedens et Live) enregistrés sans le soutien de Hein et l'album Popmusik und Hundezucht enregistré en 1984 déjà sans Hein paraissent à ce moment-là.
Le groupe se relance en 2002 avec l'album Knietief im Dispo. Il coïncide avec un petit renouveau pour la NDW déclenché par le roman-documentaire Verschwende Deine Jugend de Jürgen Teipel.
En 2006, l'album anniversaire 26½ sort, dans lequel célébrités et amis reprennent les chansons du groupe. Les collaborateurs sont Campino, Herbert Grönemeyer, Helge Schneider, Jochen Distelmeyer, Dirk von Lowtzow, Peter Lohmeyer, Bernd Begemann, T. V. Smith ou Sven Regener. L'album Handbuch für die Welt sort le 20 avril 2007. Thomas Schwebel quitte le groupe début 2008. L'album Xenophonie sort le 26 mai 2012. Une tournée à travers l'Allemagne et l'Autriche suit en septembre 2012.

## Discographie
Albums
- 1980 : Monarchie und Alltag
- 1981 : 33 Tage in Ketten
- 1983 : Glut und Asche
- 1991 : Die Platte des Himmlischen Friedens (avec Helge Schneider)
- 1992 : Live
- 1994 : Popmusik und Hundezucht (enregistré en 1984)
- 1998 : Es geht voran (Compilation)
- 2002 : Knietief im Dispo
- 2006 : 26½ (V2 Records)
- 2007 : Handbuch für die Welt (V2 Records)
- 2009 : Live hier & jetzt (Ata Tak)
- 2010 : Glücksmaschinen (Tapete Records)
- 2012 : Xenophonie (Tapete Records)
- 2015 : Über...Menschen (Tapete Records)

Singles
- 1979 : Abenteuer & Freiheit / Große Liebe
- 1981 : Das Wort ist draußen / Wie bitte was?!
- 1982 : Ein Jahr (Es geht voran)
- 1982 : 14 Tage / Feuer an Bord
- 1983 : Tag und Nacht
- 1983 : Agenten in Raucherkinos
- 1985 : Keine ruhige Minute / Der Himmel weint
- 1991 : In Zeiten wie diesen
- 2002 : Club der schönen Mütter
- 2003 : Alkoholen
- 2010 : Wir warten (Ihr habt die Uhr, wir die Zeit)
- 2012 : Platz da!

## Source de la traduction
- (de) Cet article est partiellement ou en totalité issu de l’article de Wikipédia en allemand intitulé « Fehlfarben » (voir la liste des auteurs).

1. ↑  (de) « Fehlfarben Ein Jahr (Es geht voran) », sur offiziellecharts.de (consulté le 15 juillet 2020)
2. 1 2  Jürgen Teipel, Dilapide ta jeunesse, Éditions Allia, 2010, 448 p. (ISBN 978-2-84485-372-1)